# Marcel Weiss
Pour les articles homonymes, voir Weiss.
Marcel Weiss est un directeur de la photographie français né le 27 juillet 1912 à Paris et mort le 22 octobre 2009 à Saint-Lubin-des-Joncherets.

## Biographie
Au cinéma, Marcel Weiss se forme comme chef opérateur (associé) sur Le Train des suicidés d'Edmond T. Gréville (1931, avec Robert Vidalin et Georges Péclet) et L'Esclave blanche de Marc Sorkin (1939, avec Viviane Romance et John Lodge). Durant les années 1930-1940, il est également cadreur sur quelques films, tels Les Nuits blanches de Saint-Pétersbourg de Jean Dréville (1938), Les Dames du bois de Boulogne de Robert Bresson (1945) et Le Diable au corps de Claude Autant-Lara (1947).
Comme directeur de la photographie, il collabore en particulier avec Jean-Pierre Mocky sur onze de ses films, depuis Snobs ! (1962, avec Véronique Nordey et Francis Blanche) jusqu'à Le Piège à cons (1979, avec le réalisateur et Catherine Leprince), après lequel il se retire.
Parmi ses autres films (majoritairement français, plus quelques co-productions), citons Cet homme est dangereux de Jean Sacha (1953, avec Eddie Constantine et Colette Deréal), Une aussi longue absence d'Henri Colpi (1961, avec Alida Valli et Georges Wilson), La Grande Lessive (!) de Jean-Pierre Mocky (1968, avec Bourvil et Francis Blanche), Trafic de (et avec) Jacques Tati (1971), ou encore L'Ibis rouge du même Mocky (1975, avec Michel Serrault et Michel Simon dans son dernier rôle).
À la télévision, Marcel Weiss est directeur de la photographie d'un téléfilm (1961), puis sur la série La caméra explore le temps (deux épisodes, 1964).
La réalisatrice Marie Garel-Weiss est sa petite-nièce.

## Filmographie

### Cinéma
Comme cadreur
- 1938 : Les Nuits blanches de Saint-Pétersbourg de Jean Dréville
- 1938 : Accord final d'Ignacy Rosenkranz et Douglas Sirk
- 1939 : Jeunes Filles en détresse de Georg Wilhelm Pabst
- 1945 : Les Cadets de l'océan de Jean Dréville
- 1945 : Les Dames du bois de Boulogne de Robert Bresson
- 1947 : Le Diable au corps de Claude Autant-Lara

Comme directeur de la photographie
- 1931 : Le Train des suicidés d'Edmond T. Gréville
- 1939 : L'Esclave blanche de Marc Sorkin
- 1945 : La Cage aux rossignols de Jean Dréville
- 1945 : La Ferme du pendu de Jean Dréville
- 1948 : La Bataille de l'eau lourde de Jean Dréville
- 1949 : Scandale aux Champs-Élysées de Roger Blanc
- 1949 : Retour à la vie, segment Le Retour de Louis de Jean Dréville (film à sketches)
- 1950 : La Soif des hommes de Serge de Poligny
- 1951 : Un amour de parapluie de Jean Laviron (court métrage)
- 1953 : Cet homme est dangereux de Jean Sacha
- 1953 : Mon frangin du Sénégal de Guy Lacourt
- 1954 : Une balle suffit de Jean Sacha
- 1954 : La Caraque blonde de Jacqueline Audry
- 1954 : La Soupe à la grimace de Jean Sacha
- 1957 : OSS 117 n'est pas mort de Jean Sacha
- 1958 : La Bigorne, caporal de France de Robert Darène
- 1958 : Mimi Pinson de Robert Darène
- 1960 : Une petite annonce de Jacques de Casembroot (court métrage)
- 1960 : Meurtre en 45 tours d'Étienne Périer
- 1960 : Le Septième Jour de Saint-Malo de Paul Mesnier
- 1960 : Vivant sous le même ciel de Jacques de Casembroot (court métrage)
- 1961 : Une aussi longue absence d'Henri Colpi
- 1961 : Il suffit d'aimer de Robert Darène
- 1961 : Le Pont vers le soleil (Bridge to the Sun) d'Étienne Périer
- 1962 : Le Bonheur d'être aimé d'Henri Storck (court métrage documentaire)
- 1962 : Snobs ! de Jean-Pierre Mocky
- 1962 : La Planque de Raoul André
- 1963 : Jean de La Fontaine de Jacques de Casembroot (court métrage)
- 1963 : Codine (Codin) d'Henri Colpi
- 1963 : Malmaison de Jacques de Casembroot (court métrage)
- 1967 : La Vie normale d'André Charpak
- 1968 : La Grande Lessive (!) de Jean-Pierre Mocky
- 1969 : Solo de Jean-Pierre Mocky
- 1970 : L'Étalon de Jean-Pierre Mocky
- 1971 : Trafic de Jacques Tati
- 1971 : L'Albatros de Jean-Pierre Mocky
- 1972 : Chut ! de Jean-Pierre Mocky
- 1974 : L'Ombre d'une chance de Jean-Pierre Mocky
- 1974 : Un linceul n'a pas de poches de Jean-Pierre Mocky
- 1975 : L'Ibis rouge de Jean-Pierre Mocky
- 1977 : Le Roi des bricoleurs de Jean-Pierre Mocky
- 1979 : Le Piège à cons de Jean-Pierre Mocky

### Télévision
- 1961 : Un bon petit diable de Jean-Paul Carrère (téléfilm)
- 1964 : La caméra explore le temps de Stellio Lorenzi (série), épisodes 33 et 34 La Terreur et la Vertu, 1re partie Danton et 2e partie Robespierre
- 1967 : Les Cinq Dernières Minutes : La Mort masquée de Guy Lessertisseur